# Lluís Bassets i Sánchez
Lluís Bassets (Barcelona, 1950) és un periodista català, columnista d'El País i promotor de la revista mensual en llengua catalana Política&Prosa.
Va iniciar la seva carrera professional a diversos diaris catalans, entre els quals destaquen Tele/eXpres i el Diari de Barcelona. Els últims anys del franquisme i primers de la transició va dirigir la Federació Universitària del PSUC, va pertànyer al Grup Democràtic de Periodistes, va ser fundador i un dels editors del butlletí clandestí de l'Agència Popular Informativa i va col·laborar amb noves iniciatives com el setmanari gironí Presència. Va ser professor de la Facultat de Ciències de la Informació (ara Comunicació) de la Universitat Autònoma de Barcelona a la seva època fundacional. El 1980 va fundar i dirigir el setmanari El Món. Va pertànyer al nucli fundador de l'edició del diari El País a Catalunya, que va començar el 1982. A El País ha exercit com a cap de Cultura, del suplement Libros, de la secció d'Opinió, com a corresponsal a Brussel·les i a París, i també com a director de l'edició catalana del diari. Com a responsable de Cultura, va fundar i organitzar el 1982 el suplement cultural en català Quadern i en tant que responsable de la redacció de Barcelona el 2014 l'edició digital en català elpais.cat. És un dels promotors i co-director, amb Astrid Barrio i Rafael Jorba, de la revista mensual en llengua catalana Política&Prosa, que ha publicat el seu primer número amb data de novembre de 2018. Actualment publica les seves columnes a la secció internacional del rotatiu i a les planes d'Opinió de l'edició de Catalunya. Ha publicat diversos llibres d'anàlisi política i és membre del consell científic del Reial Institut Elcano i del Consell Europeu de Relacions Exteriors.

## Publicacions
- ‘’La Rebelión interminable. El año de la secesión catalana’’. Ediciones la Catarata. (2018).
- Lecciones españolas. Siete enseñanzas políticas de la secesión catalana y la crisis de la España constitucional. EDLibros. (2017).
- La gran vergonya. Ascens i caiguda del mite de Jordi Pujol". Editorial Columna (2014). Traducció al castellà d'Agnès González Dalmau: "La gran vergüenza. Ascenso y caída del mito de Jordi Pujol". Península.
- El último que apague la luz. Sobre la extinción del periodismo". Taurus' (2013)
- Cinc minuts abans de decidir. Enmig del vendaval independentista". RBA La Magrana' (2013)
- El año de la revolución. Cómo los árabes están derrocando a sus tiranos". Taurus (2012). Traducció al català en e-book: "L'any de la revolució. Com els àrabs estan enderrocant als seus tirans". Santelm Edicions. (2013)
- ¿Aún podemos entendernos?. Conversaciones sobre Cataluña, España y el mundo global. Planeta. (2011), amb Felipe González i Miquel Roca
- Reivindicación de la política. Veinte años de relaciones internacionales. Debate. (2010), converses amb Javier Solana
- "La oca del señor Bush. Cómo la Casa Blanca ha destruido el orden internacional". Península (2008).
- "La rectificació. Cabòries, exhortaciones i premoniciones sobre Catalunya". Llibre col·lectiu, amb Albert Branchadell, Josep Maria Fradera, Enric Juliana, Antoni Puigverd i Ferran Sáez Mateu. Destino (2006).
- Memòria de Catalunya: del retorn de Tarradellas al pacte Pujol-Aznar. Taurus. (1997), codirector amb Borja de Riquer i Joan B. Culla);
- "De las ondas rojas a las radios libres. Textos para la historia de la radio". Editorial Gustavo Gili. (1981). Compilació i edició.